# Erinothus
Erinothus és un gènere d'arnes de la família Crambidae. Conté només una espècie, Erinothus lollialis, que es troba a Borneo.